# Finnische Meisterschaften im Skispringen 2018

Logo des Finnischen Skiverbands

Die Finnischen Meisterschaften im Skispringen 2018 von der Großschanze fanden am 17. Januar 2018 in Lahti statt. Die Wettbewerbe wurden auf der Salpausselkä-Schanzen (HS 130) ausgetragen. Die Meisterschaft wurde vom Finnischen Skiverband und dem örtlichen Wintersportverein Lahden Hiihtoseura ausgerichtet.

## Ergebnis
| Platz | Sportler         | Weite 1 | Weite 2 | Punkte |
| ----- | ---------------- | ------- | ------- | ------ |
| 1     | Niko Kytösaho    | 123,5 m | 124,0 m | 258.9  |
| 2     | Lauri Asikainen  | 116,0 m | 124,5 m | 241.8  |
| 3     | Juho Ojala       | 115,0 m | 123,5 m | 240.2  |
| 4     | Jarkko Määttä    | 121,0 m | 115,0 m | 234.7  |
| 5     | Andreas Alamommo | 120,0 m | 115,0 m | 231.9  |
| 6     | Ville Larinto    | 122,0 m | 104,5 m | 212.1  |
| 7     | Janne Korhonen   | 115,5 m | 109,0 m | 209.0  |
| 8     | Jonne Veteläinen | 111,0 m | 105,5 m | 191.6  |
| 9     | Frans Tähkävuori | 104,0 m | 111,0 m | 187.4  |
| 10    | Arttu Pohjola    | 108,0 m | 097,0 m | 169.4  |

Die Tabelle enthält die Top 10 der Teilnehmer; insgesamt nahmen 20 Skispringer am Wettbewerb teil. Janne Ahonen, Antti Aalto und Eetu Nousiainen waren nicht am Start, da sie zeitgleich an der Skiflug-Weltmeisterschaft 2018 in Oberstdorf teilnahmen.